# Buford (Georgia)
Buford ist eine City in den Countys Gwinnett und Hall im US-Bundesstaat Georgia mit 12.225 Einwohnern (Stand: 2010).

## Geographie
Buford befindet sich rund 10 km nördlich von Lawrenceville sowie etwa 40 km nordöstlich von Atlanta. Die Stadt grenzt im Norden an den Lake Lanier, der vom Chattahoochee River durchflossen wird.

## Geschichte
Der Name der Stadt stammt von Algernon Sidney Buford, einem Präsidenten der Atlanta and Richmond Air-Line Railway, die hier 1871 die Verbindung von Atlanta nach Norden in Richtung South Carolina, North Carolina und Virginia baute.
Ursprünglich war Buford Cherokee-Gebiet, das 1817 als Bestandteil eines Vertrags mit den Vereinigten Staaten abgetreten wurde. Trotzdem überwog bis in die zweite Hälfte des 19. Jahrhunderts die indianische Bevölkerung. Nach Fertigstellung der Eisenbahn wird am 24. August 1872 Buford als Town gegründet, schließlich 1896 in City of Buford geändert.

## Demographische Daten
Laut der Volkszählung von 2010 verteilten sich die damaligen 12.225 Einwohner auf 4.425 bewohnte Haushalte, was einen Schnitt von 2,74 Personen pro Haushalt ergibt. Insgesamt bestehen 5.096 Haushalte. 
67,2 % der Haushalte waren Familienhaushalte (bestehend aus verheirateten Paaren mit oder ohne Nachkommen bzw. einem Elternteil mit Nachkomme) mit einer durchschnittlichen Größe von 3,35 Personen. In 38,7 % aller Haushalte lebten Kinder unter 18 Jahren sowie in 28,3 % aller Haushalte Personen mit mindestens 65 Jahren.
30,3 % der Bevölkerung waren jünger als 20 Jahre, 26,5 % waren 20 bis 39 Jahre alt, 25,5 % waren 40 bis 59 Jahre alt und 17,7 % waren mindestens 60 Jahre alt. Das mittlere Alter betrug 35 Jahre. 48,9 % der Bevölkerung waren männlich und 51,1 % weiblich.
65,8 % der Bevölkerung bezeichneten sich als Weiße, 13,8 % als Afroamerikaner, 0,3 % als Indianer und 2,9 % als Asian Americans. 14,7 % gaben die Angehörigkeit zu einer anderen Ethnie und 2,5 % zu mehreren Ethnien an. 25,5 % der Bevölkerung bestand aus Hispanics oder Latinos.
Das durchschnittliche Jahreseinkommen pro Haushalt lag bei 51.463 USD, dabei lebten 15,1 % der Bevölkerung unter der Armutsgrenze.

## Sehenswürdigkeiten
Folgende Objekte wurden in das National Register of Historic Places eingetragen:
- Bona Allen House
- John Quincy Allen House
- Bona Allen Shoe and Horse Collar Factory
- Buford Public School Auditorium

## Verkehr
Buford wird von der Interstate 985, vom U.S. Highway 23 sowie von den Georgia State Routes 13, 20 und 347 durchquert. Der nächste Flughafen ist der Flughafen Atlanta (rund 70 km südwestlich).

## Persönlichkeiten
- Brownie Wise (1913–1992), Geschäftsfrau
- Elexa Bahr (* 1998), kolumbianische Fußballspielerin
- Erin Marsh (* 1999), Siebenkämpferin